# Lázaro Cárdenas (San Quintín)
Lázaro Cárdenas es una localidad del estado mexicano de Baja California. Es parte del municipio de San Quintín.

## Toponimia
El nombre de la localidad hace referencia al presidente de México, Lázaro Cárdenas.

## Demografía
| Gráfica de evolución demográfica |
|                                  |

| Censo | Población |
| ----- | --------- |
| 1960  | 96        |
| 1970  | 210       |
| 1980  | 1 315     |
| 1990  | 7 061     |
| 1995  | 11 365    |
| 2000  | 12,134    |
| 2005  | 14 779    |
| 2010  | 16 294    |
| 2020  | 18 829    |